# 上條站 (新潟縣)
上條站（日语：／ Kamijō eki */?）是位於新潟縣魚沼市澀川，屬於東日本旅客鐵道（JR東日本）的只見線車站。

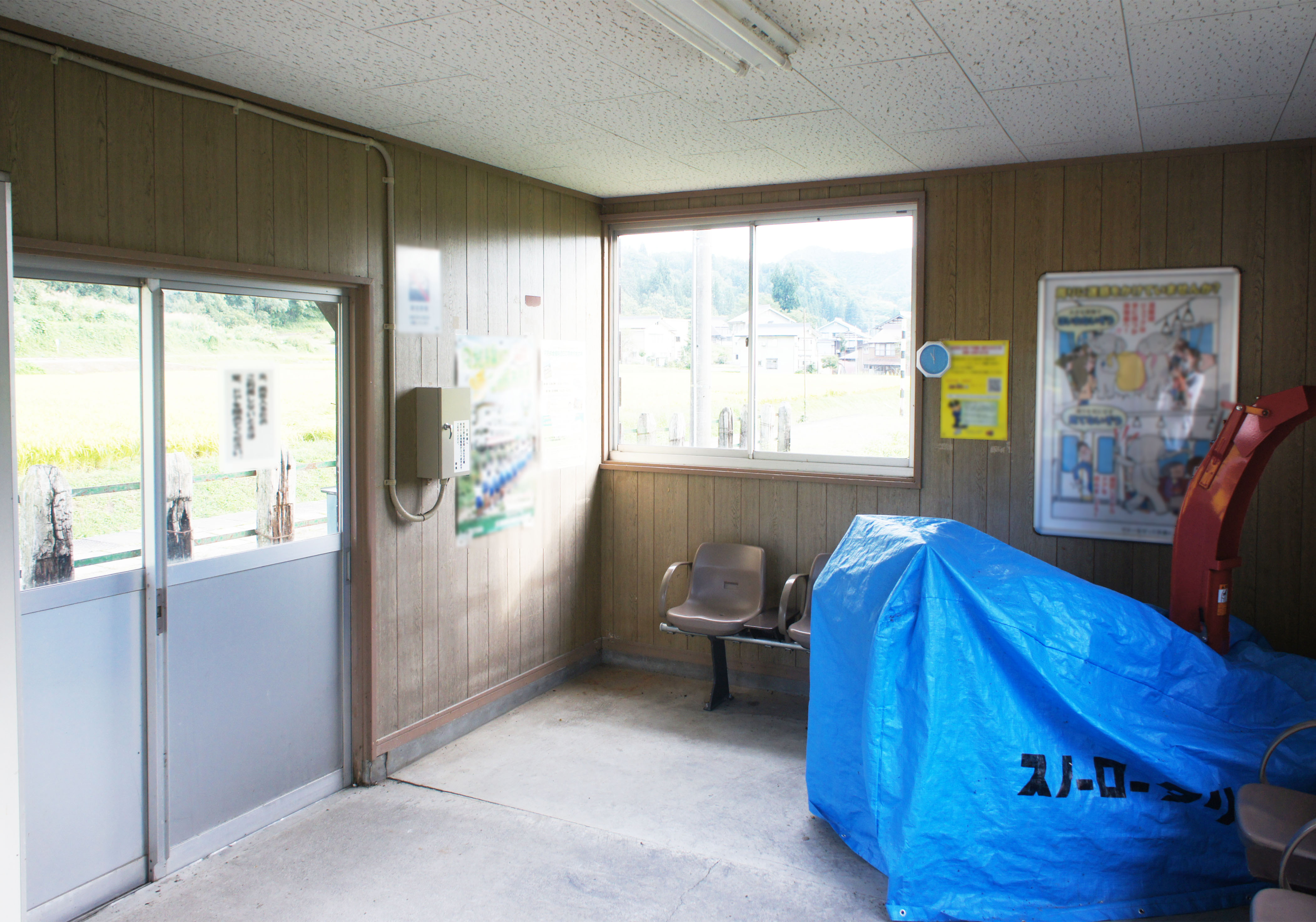
候車室内（2021年9月）

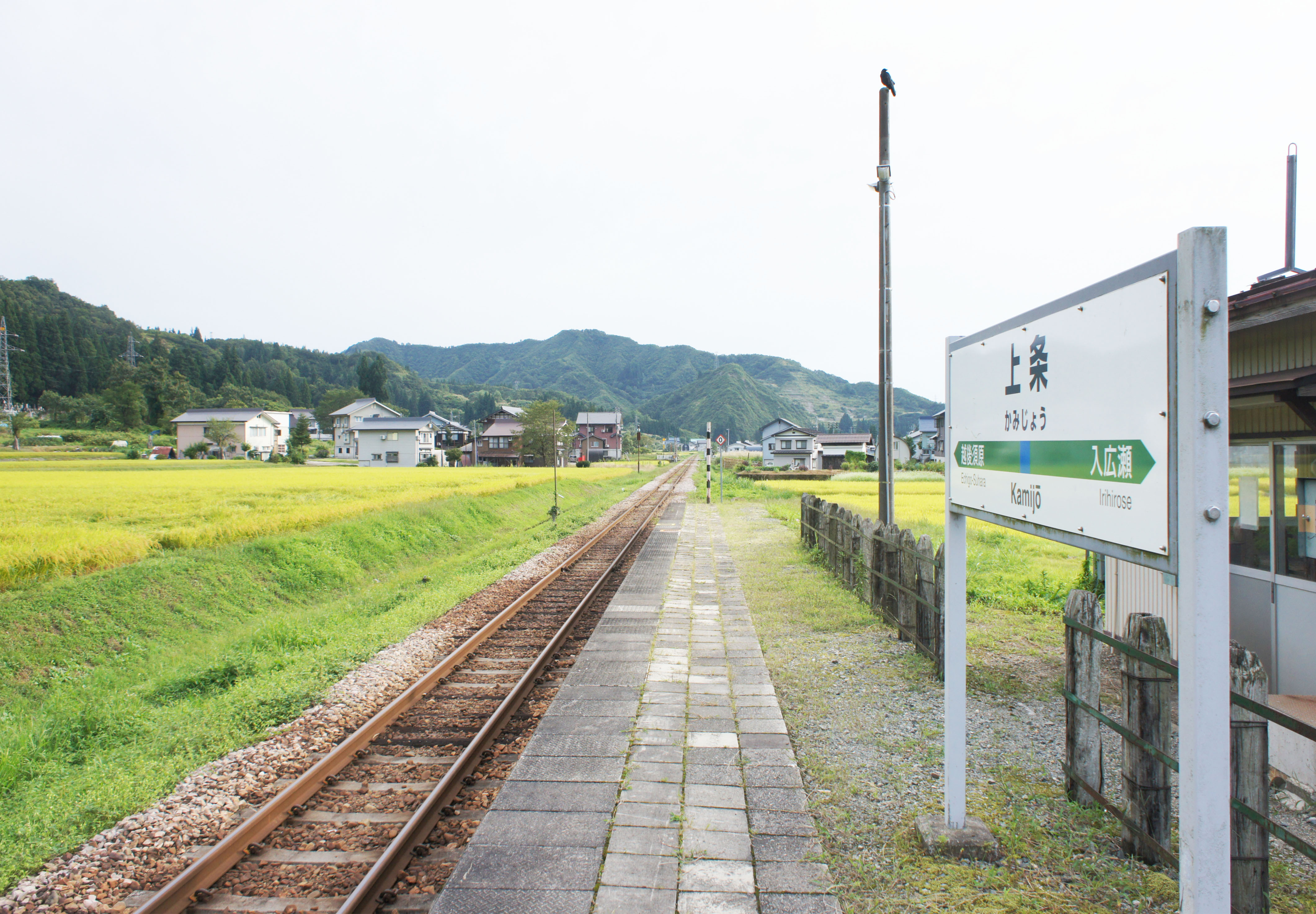
月台（2021年9月）

## 歷史
- 1951年（昭和26年）
  - 3月1日：日本國有鐵道（國鐵）開設上條臨時乘降場。
  - 10月1日：升級至車站[1]。
- 1987年（昭和62年）4月1日：伴隨國鐵分割民營化，車站由東日本旅客鐵道（JR東日本）營運。

## 車站構造
本站是地面車站，設有1面1線的單式月台。月台上設有小型候車室。此站是由越後湯澤站管理的無人車站。

## 車站周邊
車站前設有酒屋和床屋。站附近設有國道252號和國道290號交界處。此站與入廣瀨站之間的國道252號通過池之峠，而只見線避過池之峠。在池之峠附近設有道之驛入廣瀨與鏡池。
- 魚沼市消防本部（日语：魚沼市消防本部）澀川出張所
- 上條郵局
- 小出警署（日语：小出警察署）上條駐在所
- 魚沼市立上條小學
- 守門溫泉
- 上條發電站 - 觀櫻勝地
- 守門岳（日语：守門岳）

## 巴士路線

包含此站在內的南越後觀光巴士路線圖

越後交通集團下的南越後觀光巴士設有巴士路線停靠附近巴士站，巴士路線與只見線並行。
- UA 小出＝上條＝貫木、穴澤線[2]
從車站步行約2分鐘的國道252號上設有「上條站前」（UA32）巴士站。

## 相鄰車站
東日本旅客鐵道（JR東日本）
■只見線
入廣瀨－上條－越後須原

## 注腳
1. 1 2  「日本國有鐵道公示第228號」『官報』1951年9月29日（國立國會圖書館數碼化資料）
2. ↑  南越後観光バス 小出・小千谷地区 （页面存档备份，存于）（日語） - 2020年1月2日參閲。

## 外部連結
- 車站資訊（上條）：東日本旅客鐵道（日語）